# Архелай Филопатор
Архелай Филопатор (греч. Αρχέλαος, умер в 17 году) — царь Каппадокии в 36 г. до н. э. — 17 г. н. э., вассал Рима. Внук царя Египта Архелая.

## Происхождение
Архелай был правнуком полководца того же имени, который сначала служил царю Понта Митридату Эвпатору, а позже перешёл на сторону Рима. Сын полководца, тоже Архелай, был назначен Гнеем Помпеем Великим жрецом храма в Комане и некоторое время был царём Египта как муж Береники IV (56—55 годы до н. э.)